# Duarte (provins)
Duarte är en provins i norra Dominikanska republiken. Provinsen har en folkmängd på cirka 308 000 invånare. Den administrativa huvudorten är San Francisco de Macorís.
Provinsen är indelad i sju kommuner: Arenoso, Castillo, Eugenio María de Hostos, Las Guáranas, Pimentel, San Francisco de Macorís, Villa Riva